# 井上哲次郎

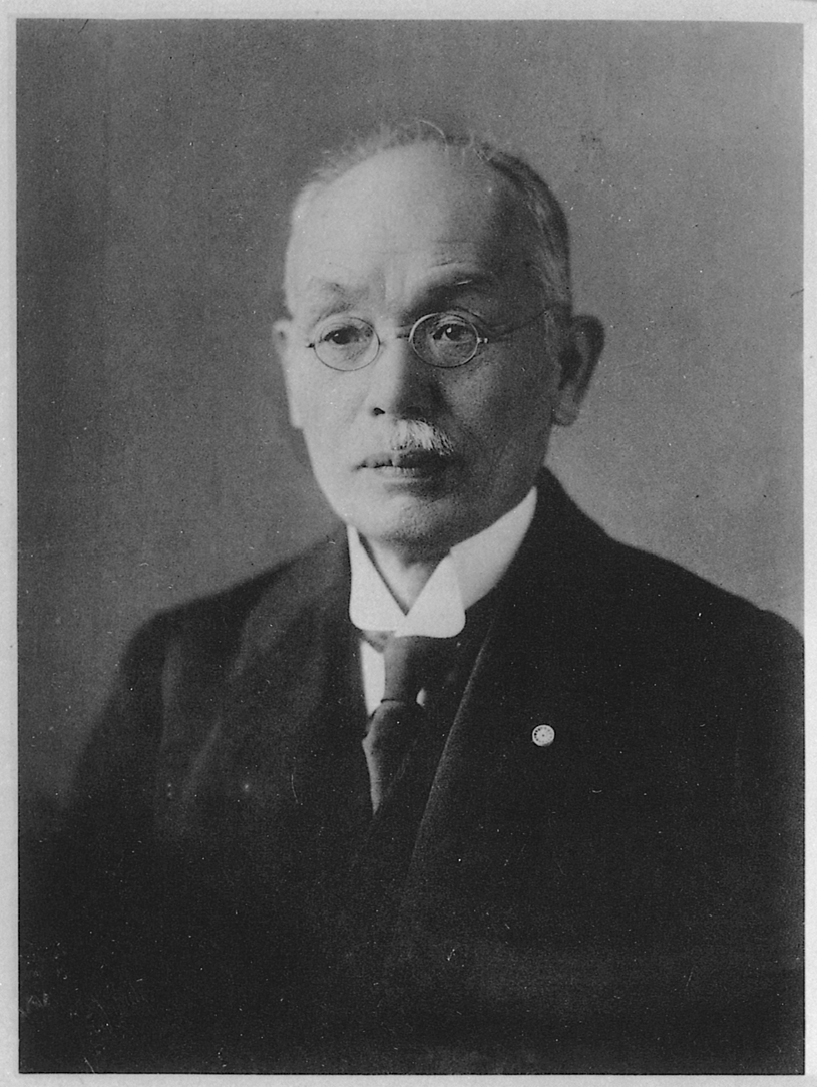
井上 哲次郎

井上 哲次郎（1856年2月1日—1944年12月7日），號巽軒，生於筑前國御笠郡太宰府（現福岡縣太宰府市），日本著名哲學家，活躍於明治時期，曾任日本東京帝國大學、東洋大學教授。

## 生平
1884年至德國留學，學習哲學，1890年回國。他創造了形而上學的漢語譯名。